# Сантос Нето, Адербар дос
Адербар дос Сантос Нето (порт.-браз. Aderbar Melo dos Santos Neto), более известный просто по фамилии Сантос (род. 17 марта 1990, Кампина-Гранди, Параиба) — бразильский футболист, вратарь, выступающий за клуб «Форталеза». Чемпион Олимпийских игр 2020 года.

## Биография
Адербар дос Сантос начинал заниматься футболом в клубе «Порту» из Каруару, а в 2008 году перешёл в академию «Атлетико Паранаэнсе». В октябре 2010 года впервые был заявлен на матчи чемпионата Бразилии. За основной состав «фуракана» дебютировал 10 августа 2011 года в гостевом матче Южноамериканского кубка против «Фламенго». «Атлеты» уступили с минимальным счётом 0:1, пропустив на 82-й минуте гол с пенальти от Роналдиньо. В 2012 году Сантос сыграл только в одном матче в рамках бразильской Серии B — 17 ноября «Атлетико Паранаэнсе» в гостях сыграл вничью 0:0 с «Крисиумой».
В первой половине 2013 года Сантос стал основным вратарём команды в чемпионате штата Парана. Но в чемпионате Бразилии в воротах «Атлетико» безоговорочно первым выбором был Вевертон. Лишь 20 октября Сантос дебютировал в бразильской Серии A. Это произошло из-за травмы Вевертона в матче против «Гояса». Вевертон ушёл с поля на 26 минуте при счёте 1:0, и уже в следующей атаке Адербар Сантос пропустил гол. В итоге «Гояс» одержал победу со счётом 3:0.
В 2014—2017 годах Сантос был дублёром Вевертона и в разных турнирах за четыре года сыграл в 26 матчах. После ухода Вевертона в «Палмейрас» в 2018 году Сантос стал основным вратарём «Атлетико Паранаэнсе». 13 мая 2018 года в СМИ и соцсетях распространились сообщения с видеороликами, на которых запечатлено, как Адербар Сантос прямо во время матча против «Атлетико Минейро» («фуракан» уступил со счётом 1:2) пользуется мобильным телефоном. Болельщики стали высказывать недовольство таким поведением, однако через несколько часов вратарь признался, что принял участие в акции по снижению аварийности на автомобильных дорогах, связанной с пользованием мобильниками во время движения. Сантос отметил: «Фанаты были возмущены моим поведением, так же, как и я возмущаюсь теми людьми, которые ездят, глядя в мобильные телефоны».
В конце года Сантос помог своей команде впервые в её истории завоевать Южноамериканский кубок. Он провёл без замен все матчи в этом турнире.
В 2019 году Сантос вместе с «Атлетико Паранаэнсе» добился успеха и на национальном уровне, завоевав Кубок Бразилии. Кроме того, с 2018 по 2020 год Сантос трижды подряд выигрывал чемпионат штата.
В 2021 году вратарь в качестве одного из футболистов старше 23 лет попал в заявку Олимпийской сборной Бразилии на Игры в Токио. Сантос провёл все матчи в основе и помог своей сборной выиграть золотые медали. В ноябре с «Атлетико Паранаэнсе» вновь завоевал Южноамериканский кубок.

## Титулы и достижения
- Чемпион штата Парана (4): 2016, 2018, 2019, 2020
- Финалист Примейра-лиги (1): 2016 (не играл)
- Чемпион Кубка Бразилии (1): 2019
- Финалист Кубка Бразилии (2): 2013 (не играл), 2021
- Обладатель Южноамериканского кубка (2): 2018, 2021
- Обладатель Кубка обладателей Кубка Джей-лиги и Южноамериканского кубка (1): 2019
- Олимпийский чемпион (1): 2020